# Parque natural de la meseta de Shumen
El parque natural de la meseta de Shumen (en búlgaro: Природен парк Шуменско плато) está situado en la meseta de Shumen, en la provincia norteña de Shumen de Bulgaria, la meseta más alta de la llanura del Danubio. El parque abarca la reserva del bosque de Bukaka, que es conocido como el bosque indígena de haya común (Fagus sylvatica) moesiaca (el hayedo balcánico).  Fue declarado parque nacional en 1980 y parque natural en 2003 para conservar sus ecosistemas y la biodiversidad floral y faunística y preservar su paisaje de mesetas junto con muchos sitios turísticos como la fortaleza de Shumen, y el monumento de los Fundadores del Monumento Estatal Búlgaro, cuevas monasterios, y cuevas kársticas superficiales y subterráneas. El parque tiene el primer sendero temático educativo del parque natural Karst, construido como parte de un proyecto titulado "Parque Natural de la Meseta de Shumen", con aportaciones del Fondo de cohesión de la UE y la República de Bulgaria; el sendero forma parte integrante del Programa Operativo "Medio Ambiente 2007-2013".

## Geografía
Situado en el noreste de Bulgaria, el parque forma parte de la meseta de Shumen, que a su vez es parte integrante de las "Alturas de Shumen", al este. La meseta es una de las tres zonas de las Alturas de Shumen, las otras dos son la zona de los Balcanes en su parte central y la Fiseka en el oeste. Juntas, las tres zonas tienen la forma de un rectángulo irregular orientado en dirección noroeste-sureste. Los valles fluviales en esta zona tienen la forma de bahías segmentadas
Toda la meseta está delimitada en la frontera norte por los valles fluviales Pakosha, Strazhka y Chairdere; por los valles Pakosha y Vranato en su oeste; por los valles del río Vrana, Ticha y Kamchia en el sur y las tierras bajas de la frontera de Shumen-Smyadovo en el este, mientras que la montaña de Fiseka se levanta a una altitud de 500,5 metros (1.642 pies) en dirección noroeste. La meseta tiene 12 kilómetros de longitud de oeste a este; y 7-8 kilómetros (4,3-5,0 millas) de ancho de sur a norte, 7-8 kilómetros (4,3-5,0 mi) de ancho en el extremo sur; 9-10 kilómetros (5.6-6.2 millas) de ancho en la parte central; 11-12 kilómetros (6,8-7,5 mi) de ancho hacia el norte y unos 20 kilómetros (12 millas) de ancho en el extremo norte. La meseta está orientada en dirección norte-sur y se extiende 15 kilómetros y 17 kilómetros respectivamente. Cubre un área total de 73.13 kilómetros cuadrados (28.24 sq mi).
El parque natural de la meseta de Shumen abarca la reserva del bosque de Bukaka, que cubre un área forestal total de 63.04 hectáreas. Este bosque está protegido por contener extensiones de fagus sylvatica (haya común), que tiene varios cientos de años de antigüedad y la única actividad humana permitida dentro de esta reserva es el uso de los senderos que la atraviesan. La meseta de Shumen ocupa la meseta más alta de la llanura del Danubio, con una elevación de 502 metros (1.647 pies), y presenta " roca fantásticas y formas subterráneas de karst".

## Historia
La meseta de Shumen forma parte de la red Natura 2000 y fue designada por la Directiva 92/43 / CEE del Consejo para la conservación de los hábitats naturales y de la fauna y flora silvestres. Dentro de esta meseta, el parque está demarcado en un área de 3.929,9 hectáreas (9,711 acres). Se encuentra en la parte oriental de la llanura del Danubio, cerca de la ciudad de Shumen, y fue declarado parque nacional en 1980 y parque natural en 2003. La responsabilidad de la gestión del parque es del gobierno de Bulgaria y se desarrolla en el Plan de Gestión para los Parques Naturales y la Ley de Áreas Protegidas (1998).

## Biología
El parque y la meseta tienen características topográficas distintivas y los recursos hídricos de la meseta, el clima y las condiciones del suelo dictan la biodiversidad de sus especies de plantas.

### Flora

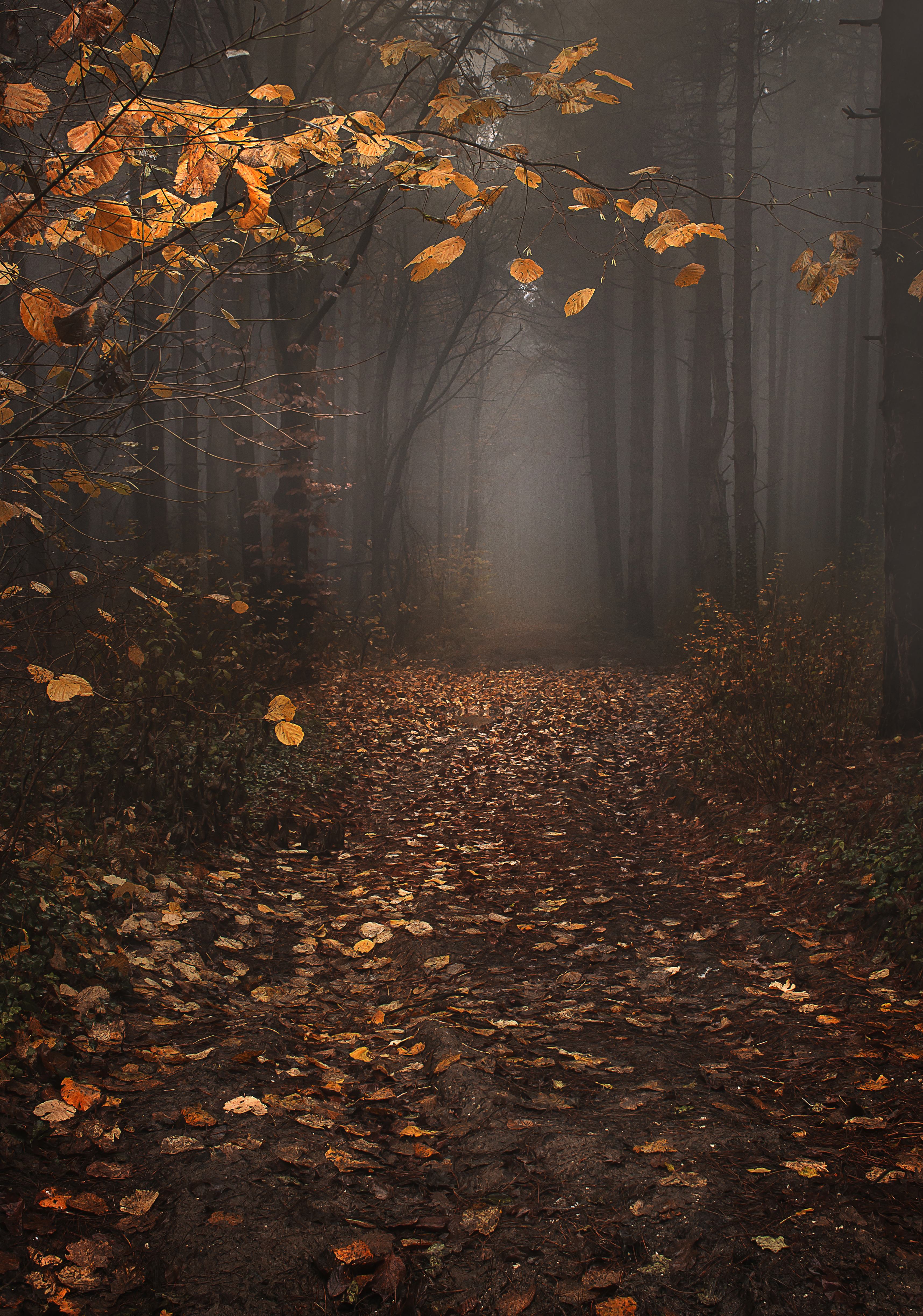
Bosque con niebla en el área del parque

El parque tiene una zona de bosque denso, con alrededor del 90% de área cubierta por bosques principalmente de bosques mixtos caducos. Las plantas y especies arbóreas reportadas en este bosque son: fresnos (Fraxinus), hayas (Fagus), Carpinus betulus, tilos (Tilia), arce (Acer campestre), roble de Turquía (Quercus cerris) y muchos más. La vegetación de coníferas del bosque consiste en: pino negro europeo (Pinus nigra), Picea abies, pino de Oregón (Pseudotsuga menziesii), pino silvestre (Pinus sylvestris) y abeto (Picea). Las especies de arbustos reportadas son: rosa de perro (Rosa canina), el cornel (Cornus mas), el espino (Crataegus) y el avellano (Corylus). El área abierta del parque está cubierta con varias especies de arbustos y césped. Otras especies de plantas reportadas son 14 tipos de orquídeas (Orchidaceae) y más de 250 especies de plantas herbáceas. El Plan de Manejo del parque incluye 550 especies de plantas vasculares (excluyendo musgos).

### Fauna
Las especies faunísticas reportadas constan de 350 invertebrados y más de 240 vertebrados. Los mamíferos registrados son: tejón (Meles meles), marta (Martes foina), zorro (Vulpes vulpes), ciervo (Cervus elaphus), corzo (Capreolus capreolus) y jabalí (Sus scrofa). 
También hay varias especies de aves. Las especies de reptiles incluidas son la serpiente de Esculapio (Elaphe longissima), el lagarto verde europeo (Lacerta viridis), la tortuga de Hermann (Testudo hermanni), la víbora de cuernos (Vipera ammodytes), la tortuga espuela (Testudo graeca) y la lagartija de pared (Podarcis muralis). Los animales que se encuentran bajo diferentes categorías de protección son: el pájaro carpintero negro (Dryocopus martius), el búho común (Bubo bubo), el águila moteada (Aquila pomarina), el turón búlgaro (Vormela peregusna), el azor (Accipiter gentilis), y el hámster rumano (Mesocricetus newtoni).

## Patrimonio cultural

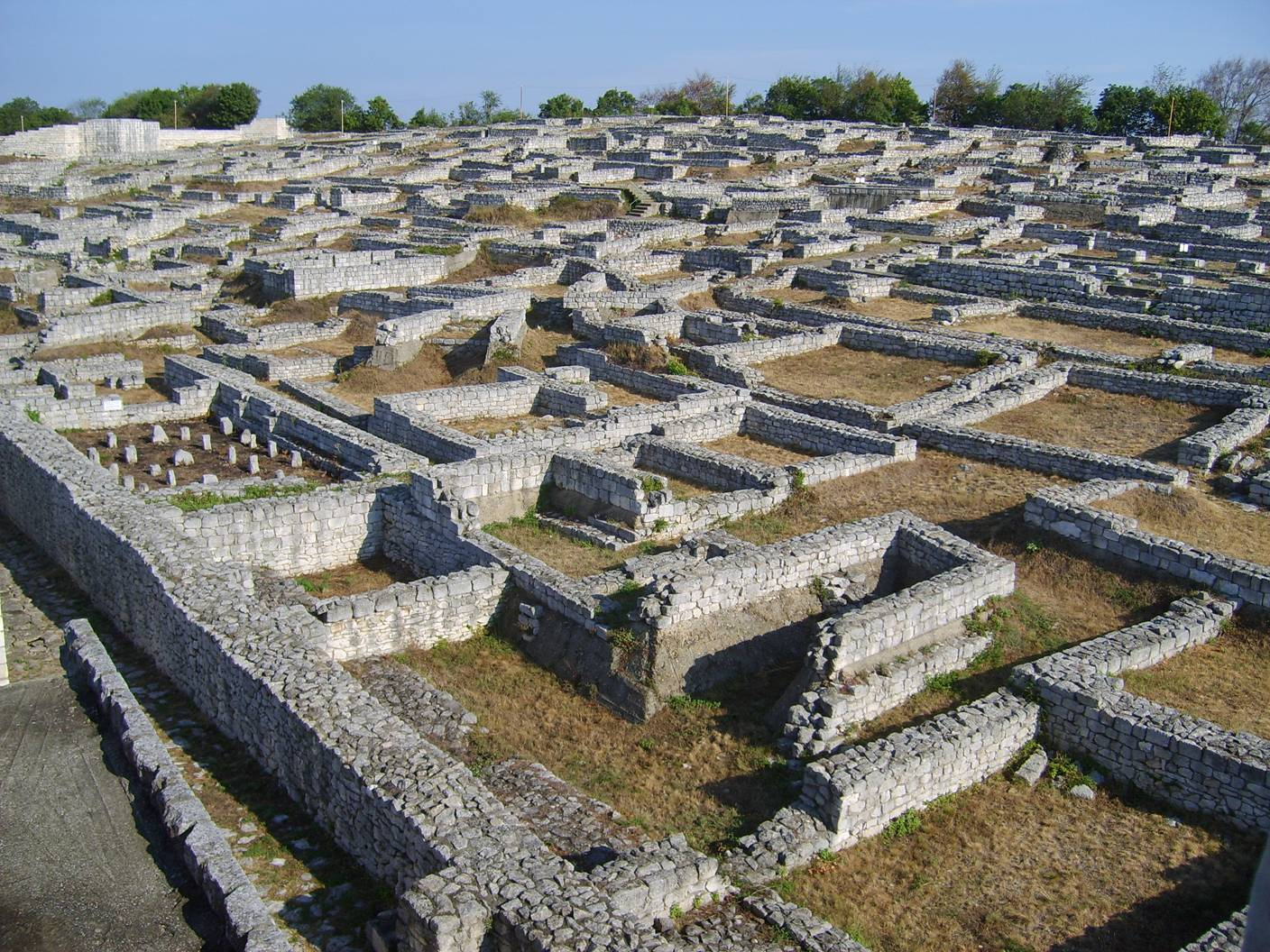
Restauración de la fortaleza Shumen

Hay algunos lugares de interés cultural en el parque. Por ejemplo:
La fortaleza Shumen, también conocida como la ciudad vieja de Shumen, es un sitio arqueológico. Fue construida sobre una colina que tiene una vista dominante de la ciudad de Shumen. La fortaleza se encuentra dentro del parque. La fortaleza formó la ciudad de Shumen durante el Primer y Segundo Imperio Búlgaro (siglos XII-XIV). Fue la ciudadela más desarrollada durante el siglo XIV. 
Los tracios gobernaron sobre el territorio de la quinta a la segunda centuria AC, seguidos por los romanos que gobernaron a partir del primer siglo AC al tercero DC, y luego por los bizantinos del cuarto al sexto DC. El lugar tenía residencias refinadas, edificios religiosos y fortificaciones de defensa. Cuando los otomanos tomaron el control de la fortaleza en 1444, el entonces rey Władysław III de Polonia (Varnenchik) (1440-1444) de ascendencia polaco-húngara intentó un ataque a los otomanos que resultó ser desastroso, pues él resultó muerto durante la batalla De Varna. Después de esta batalla la fortaleza fue saqueada y destruida, y los gobernantes otomanos finalmente abandonaron completamente la fortaleza. Desde entonces ha sido restaurada parcialmente.

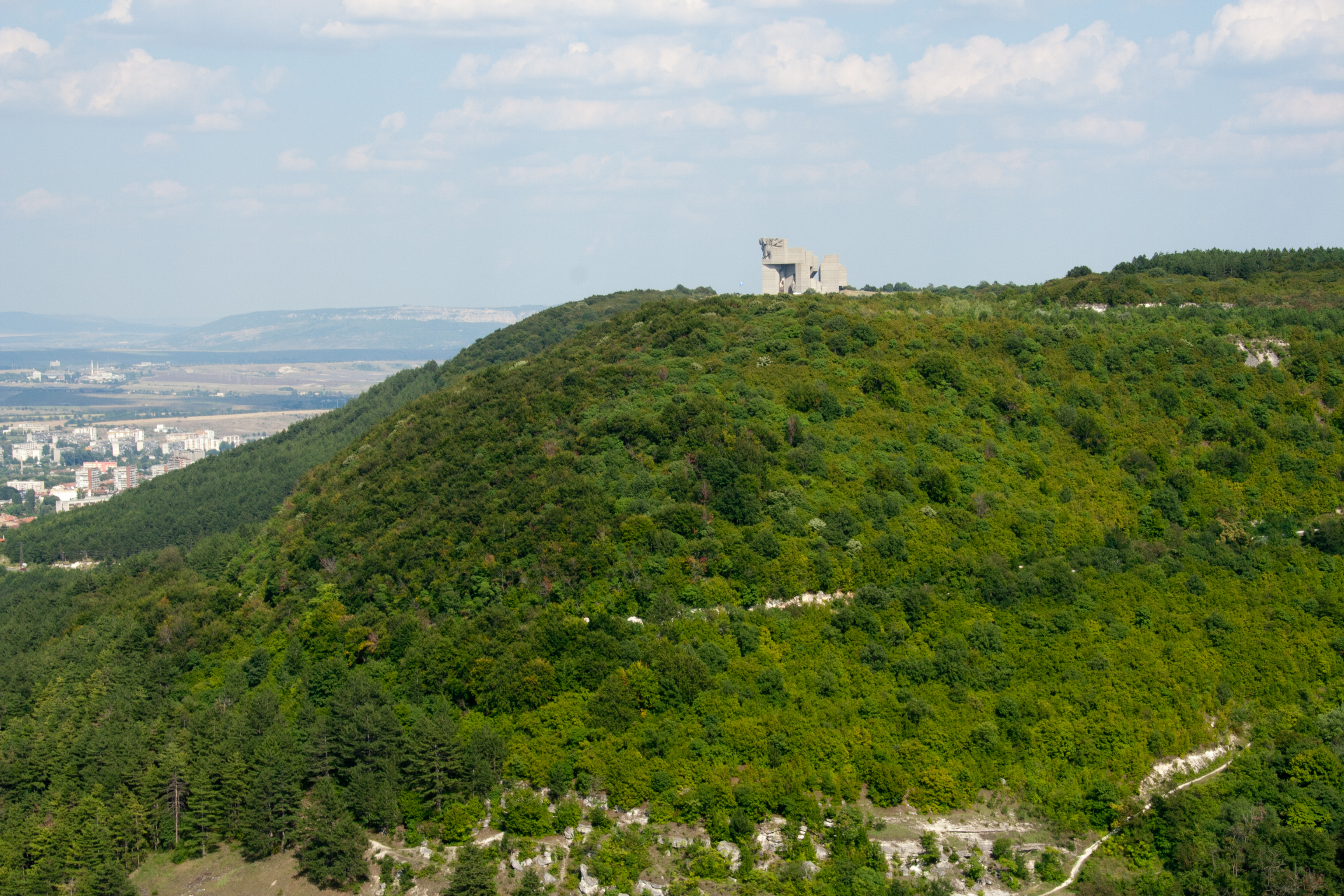
"Creadores del monumento Estata Búlgarol" en la parte superior de un cerro en el parque

Los "Fundadores del Monumento Estatal búlgaro" es otro monumento notable dentro del parque, construido para conmemorar el 1300 aniversario del establecimiento de Bulgaria, a partir del primer imperio búlgaro (siglo VII - siglo XI).  Este monumento, que se encuentra a unos 3 kilómetros de la entrada de la fortaleza de Shumen, fue construido en 1981 durante el régimen comunista. Un centro de información está situado a 300 metros (980 pies) de distancia de este monumento y una pista de 3 kilómetros (3,1 millas)  conduce a la fortaleza de Shumen.

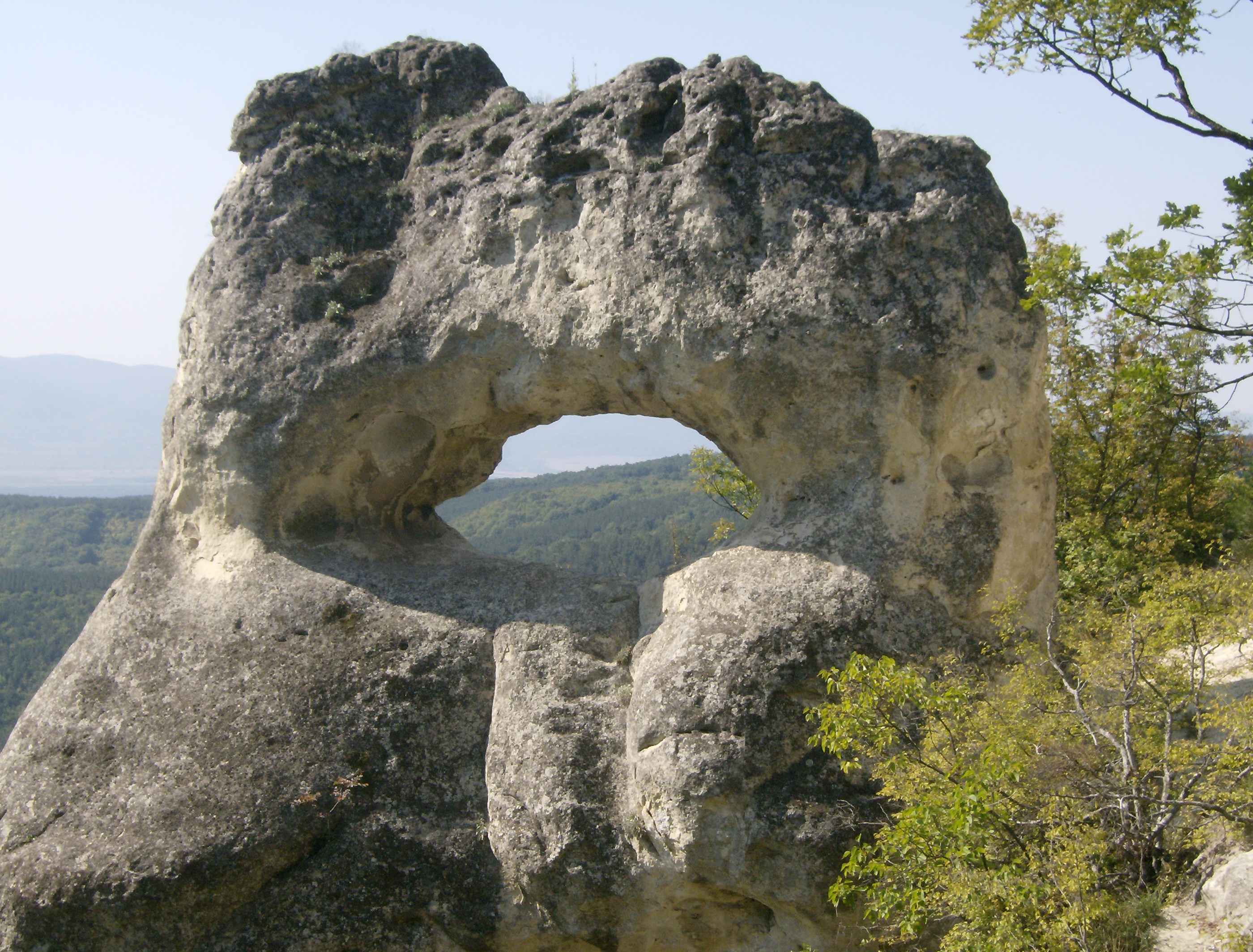
Iglesias de roca de Osmar

Hay monasterios cueva que funcionaron durante el Segundo Imperio Búlgaro como centros religiosos y culturales. Se encuentran en formaciones de rocas kársticas en la meseta y son de difícil acceso. Algunas de las cuevas notables son la cueva de Biserna (cueva de la perla) y la Taynite Ponori Cave (la cueva secreta de Ponors).
Ponor, formaciones calizas kársticas que comprenden las principales formaciones geológicas del parque y la meseta. Se encuentran en forma de pozos en pequeños cañones y bordes rocosos.

### Sendas
El parque tiene el primer sendero educativo temático en el parque natural Karst, construido como parte de un proyecto titulado "Parque Natural de la Meseta de Shumen" con fondos proporcionados por el Fondo de Cohesión de la UE y la República de Bulgaria, que es parte integrante del Programa Operativo " Medio Ambiente 2007-2013 ".